# Flámæli
Flámæli ist ein isländischer Soziolekt.
Das Charakteristikum des Flámæli ist die Senkung von ɪ (geschrieben i, y) zu /e/ und von ʏ (geschrieben u) zu œ (geschrieben ö). Diese Lautentwicklung fand sich einst im gesamten Osten sowie im Westen und Südwesten der Insel, einschließlich Reykjavíks. Sie wurde jedoch im Zeichen des isländischen Sprachpurismus im Schulunterricht gezielt unterbunden und ist heutzutage fast vollständig verschwunden.